# 雷馬烏芬
雷馬烏芬是瑞士的城鎮，位於該國西部，由弗里堡州負責管轄，面積5.91平方公里，海拔高度789米，2011年人口936，七成半人口信奉羅馬天主教，人口密度每平方公里158人。

## 外部連結
- Official website （页面存档备份，存于） （法文）